# سياسة الفضاء

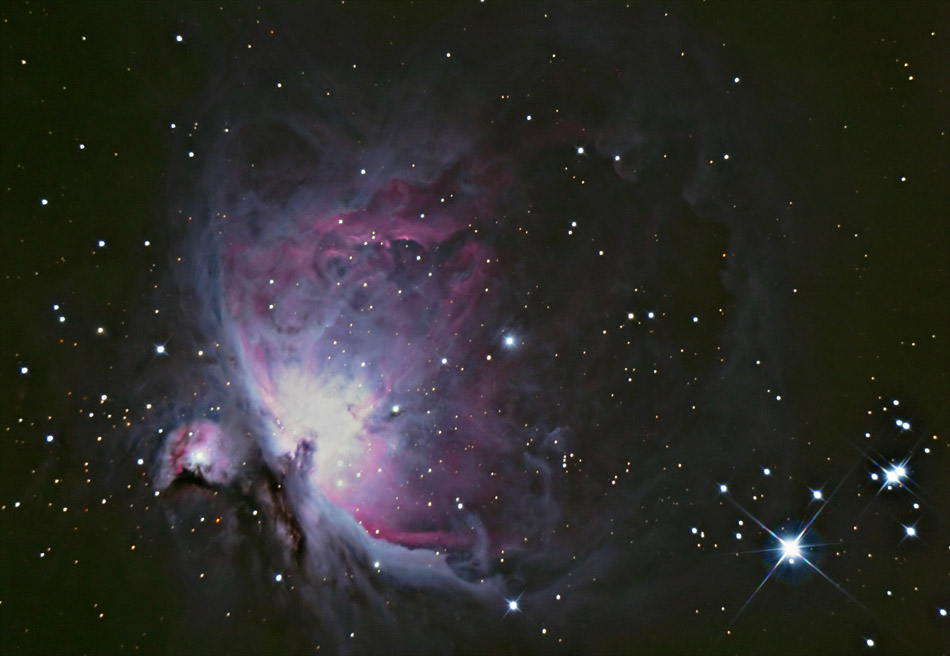
صورة للفضاء الخارجي من عام 2004

سياسة الفضاء هي عملية صنع القرار السياسي وتطبيق السياسة العامة للدولة (أو اتحاد الدول) فيما يتعلق بالتحليق في الفضاء واستخدامات الفضاء الخارجي، للأغراض المدنية (العلمية والتجارية) والعسكرية. تحاول المعاهدات الدولية مثل معاهدة الفضاء الخارجي لعام 1967، تعظيم الاستخدامات السلمية للفضاء وتقييد عسكرة الفضاء.